# Freinberg
Freinberg är en ort och kommun i Österrike. Den ligger i distriktet Schärding i förbundslandet Oberösterreich, 210 kilometer väster om huvudstaden Wien. Kommunen gränsar i norr och väster till Bayern i Tyskland. 
Kommunen består av nio orter (Ortschaften) (inom parentes invånarantal 1 januari 2024):

- Anzberg (246)
- Freinberg (364)
- Haibach (353)
- Hanzing (47)
- Hinding (265)
- Kritzing (105)
- Lehen (63)
- Neudling (0)
- Saming (72)